# Сапфир
Сапфирът е скъпоценен камък, разновидност на корунда. Химичното съединение известно под името корунд е кристалната форма на алуминиев(III) оксид с емпирична формула Al2O3 и наименование диалуминиев триоксид. Характерният син цвят на скъпоценния камък се дължи на това, че на някои места в кристалната структура алуминиевите йони са заменени от железни или титанови йони.
Името на сапфира произлиза от гръцката дума sappherios – син. Цветовата гама на сапфирите поразява с разнообразието си – има пурпурносинкави, зелени, жълти, безцветни, оранжеви и розовооранжеви. Тези камъни много често се използват за украса на корони. Тъмносиният сапфир „Свети Едуард“ се намира в центъра на кръста на короната на Британската империя. Короната на Руската империя е украсена от два големи сапфира с тежест 258 и 200 карата. От сапфир са издялани бюстове на трима американски президенти Джордж Вашингтон (1997 карата), Ейбрахъм Линкълн (2302 карата) и Дуайт Айзенхауер (2097 карата).